# Giovanni Baglione
Giovanni Baglione (Rome, 1566 – Rome, 30 décembre 1643) est un peintre italien et un historien de l'art du début du baroque.

## Biographie
Il est le fils de parents florentins. Il a d'abord été l'élève de Francesco Morelli, Giovanni Baglione a travaillé principalement à Rome, initialement dans le style maniériste. Dans les années 1580, il a travaillé pour la famille Santacroce, à Oriolo Romano.
Il a reçu ses premières commandes du pape Sixte V pour les fresques de la Scala Santa (Passion du Christ, Moïse sauvé des eaux) et San Giovanni in Laterano (Saints Philippe et Constantin offrant des vases d'or à Sylvestre). Il travaille alors avec les derniers peintre maniéristes qui l'ont influencé : le Cavalier d'Arpin, Cesare Nebbia, Giovanni Guerra.
Il effectue un séjour à Naples pendant deux années et revient se mettre au service du pape Clément VIII et réalise des fresques : Vie de saint Pierre, à la basilique Santa Pudenziana, et Vie de Marie à l'église Santa Maria dell'Orto en 1598-1599.
Après 1600, il travaille pour le cardinal Paolo Emilio Sfondrati à l'église Sainte-Cécile-du-Trastevere. Il va alors être influencé par l'art du Caravage et réalise en 1603 la Résurrection du Christ pour l'église du Gésu (perdue).
Irrité par les imitations de ses œuvres, Le Caravage le ridiculise publiquement. Baglione lui fait un procès en 1603. Son animosité envers Le Caravage subsistant, il lui fait un nouveau procès trois ans plus tard ainsi que contre ses amis Borgianni et Carlo Saraceni. Le Caravage fut obligé de quitter Rome après avoir tué un homme lors d'une rixe de rue. Baglione a alors abandonné le style caravagesque, mais il reste des traces de cette influence dans plusieurs de ses œuvres.
Sa carrière a continué à Rome avec des commandes pour la basilique Saint-Pierre, en 1607, la chapelle Paolina de la basilique Santa Maria Maggiore, en 1611-1612. De 1621 à 1623, il séjourne à la cour des Gonzague, à Mantoue.
Le pape Paul V l'ordonne chevalier de l'Ordre du Christ pour son travail dans la basilique Saint-Pierre.
Il a été Prince de l'Académie de Saint-Luc de Rome en 1618.

## Œuvres

### Peinture
Ses œuvres principales sont des fresques dans la basilique Sainte-Marie-Majeure de Rome. Dans l'église Santa Maria dell'Orto, ses représentations de Scènes de la Vie de la Vierge et celles de Saint Sébastien peuvent encore être vues. Il a aussi peint une Cène à l'église San Nicola in Carcere de Rome, un Saint Étienne dans la cathédrale de Pérouse, une Sainte Catherine dans la cathédrale de Loreto et dans le transept de Saint-Jean de Latran, San Filippo, Offerta dei vasi fatta da Costantino a Silvestro (1600).
Une série de peintures représentant Les Neuf Muses fut peinte en 1621-1623, initialement pour Ferdinand de Gonzague, duc de Mantoue, qui l'offrit à Marie de Médicis pour obtenir une faveur. Cette série se trouve aujourd'hui au musée des Beaux-Arts d'Arras à l'exception du tableau de Melpomène, muse de la Tragédie, aujourd'hui disparu,.
Sa peinture L'Amour divin et l'Amour profane est une réponse à L'Amour victorieux du Caravage.

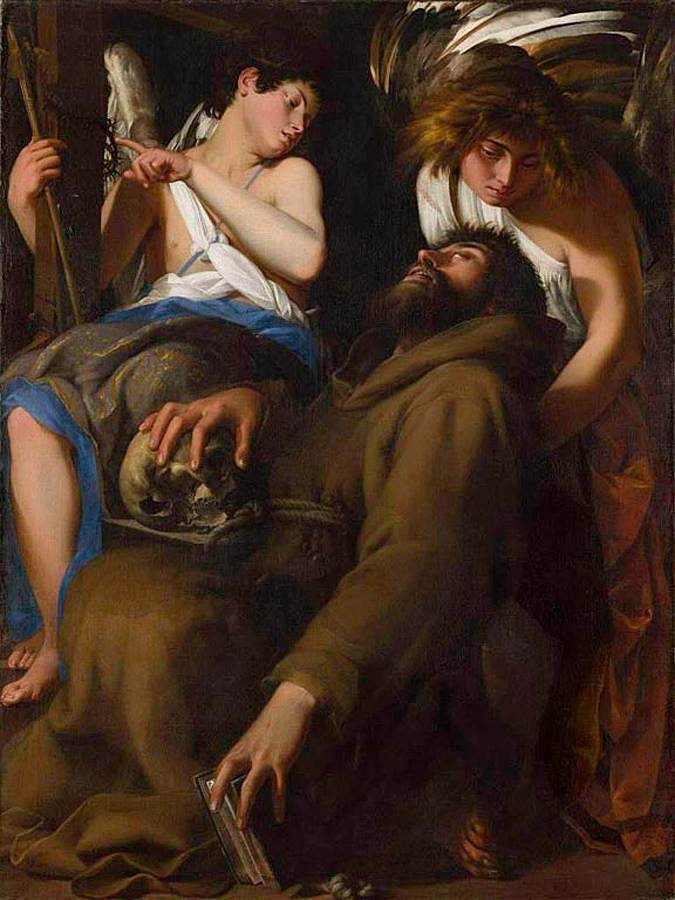
Saint Francois d'Assise en extase, 1601, Art Institute of Chicago.
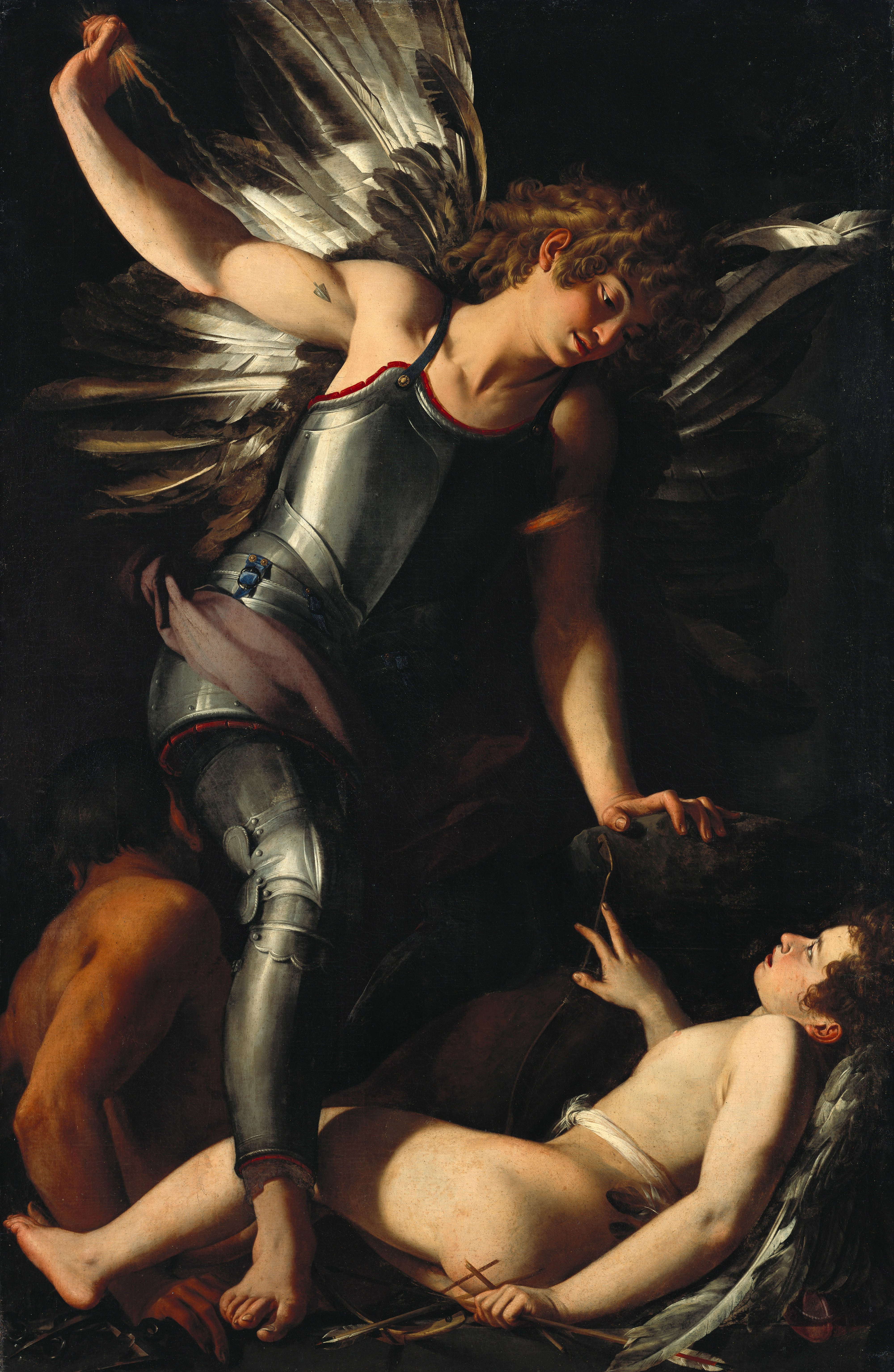
L'Amour divin et l'Amour profane (1602-1603) - huile sur toile, 179 × 118 cm. Staatliche Museen, Berlin.
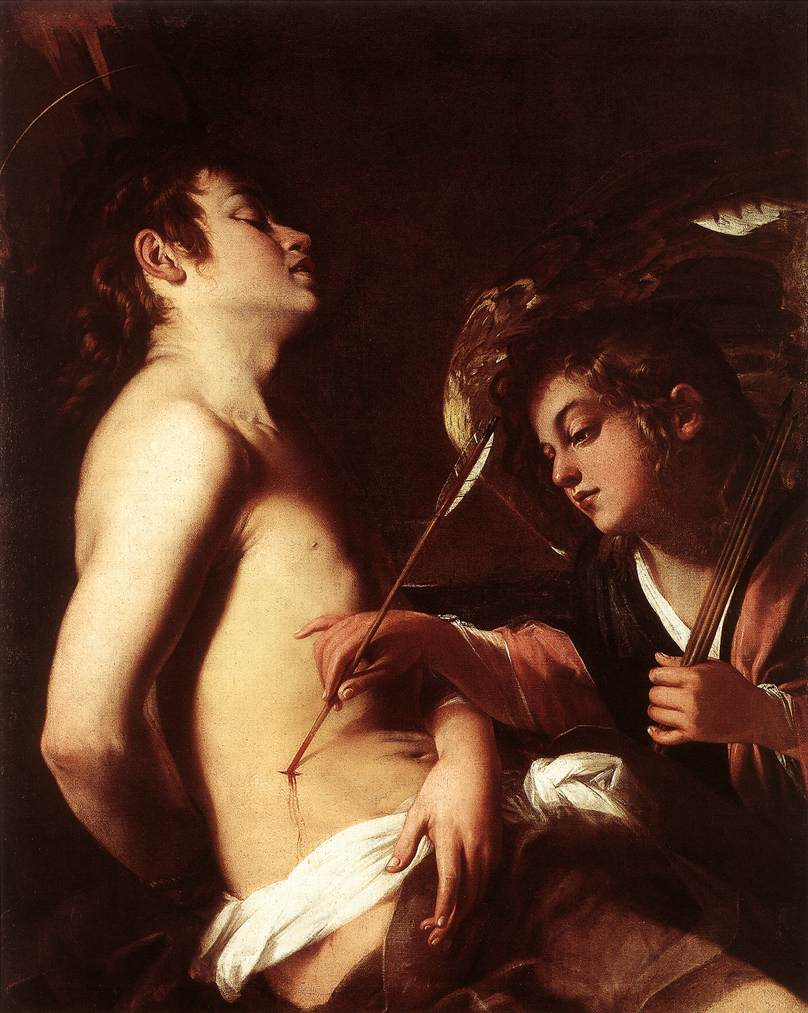
Saint Sébastien soigné par un ange, 1603, collection privée.
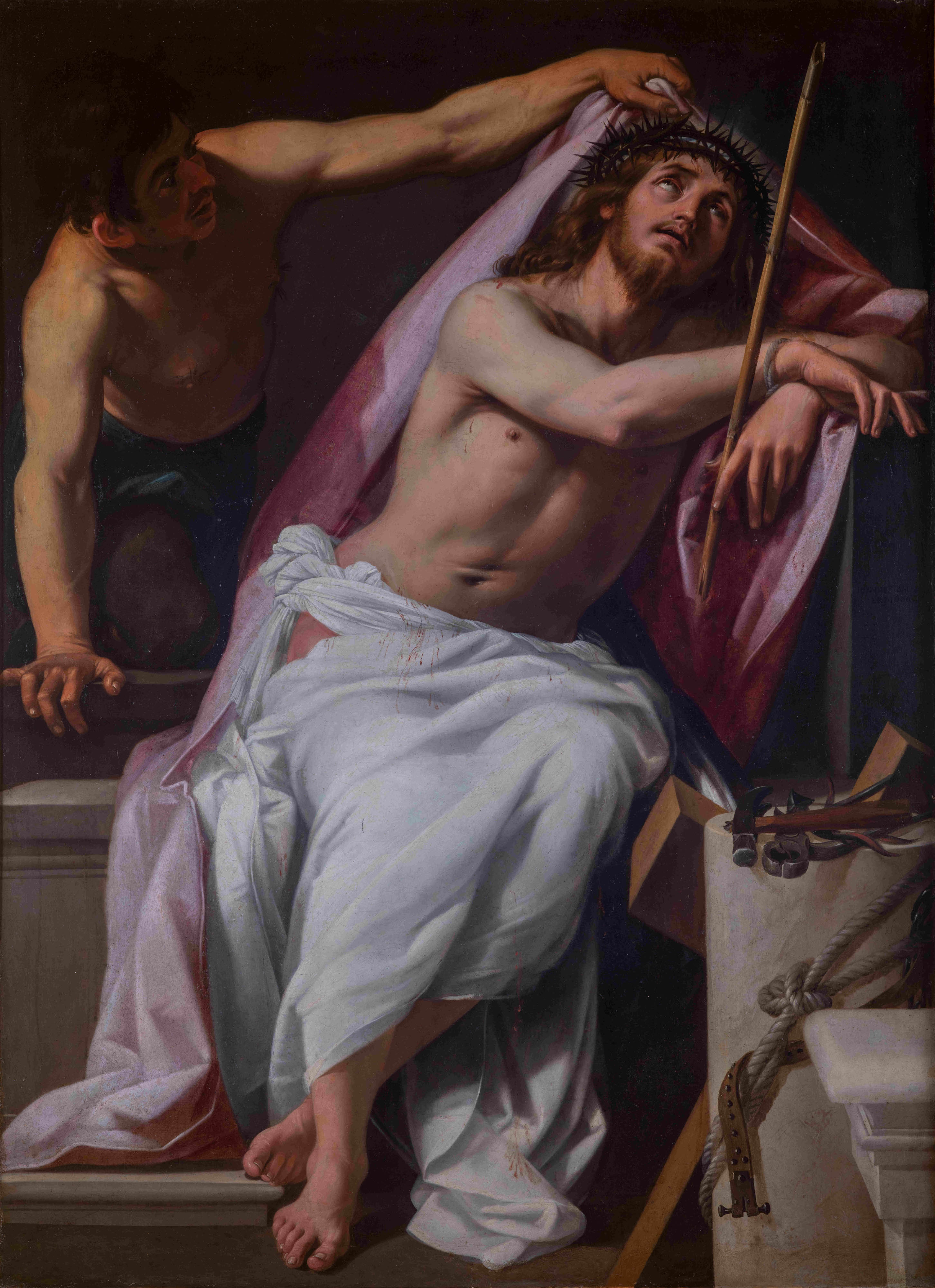
Ecce homo, 1606, Galerie Borghèse.
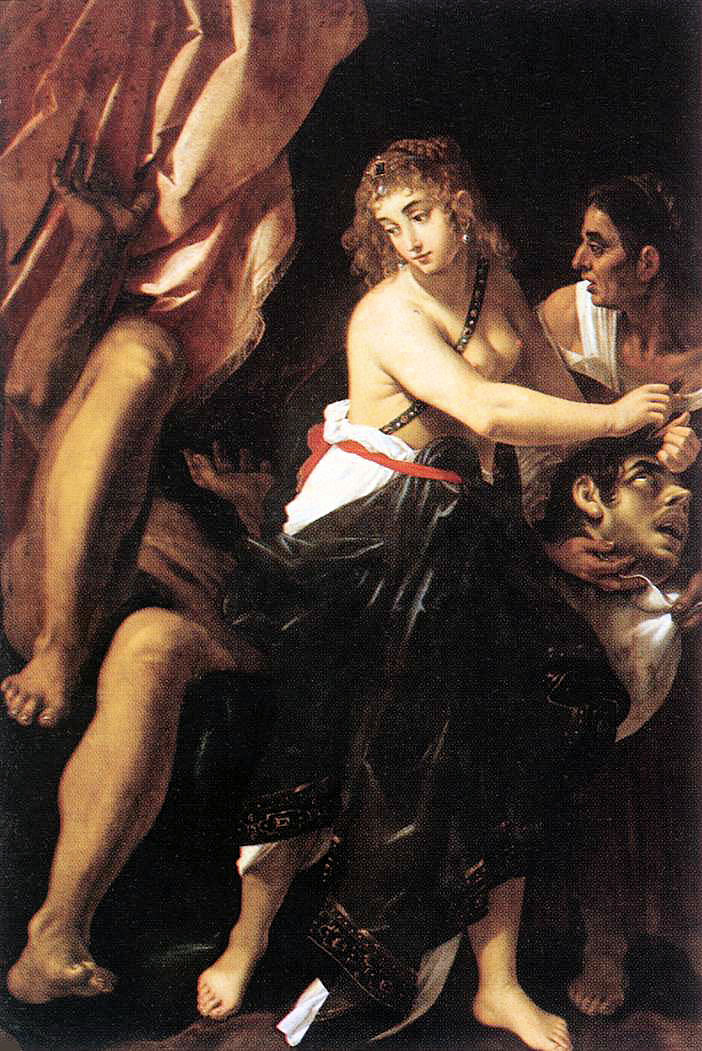
Judith et Holopherne, 1608, Galerie Borghèse.
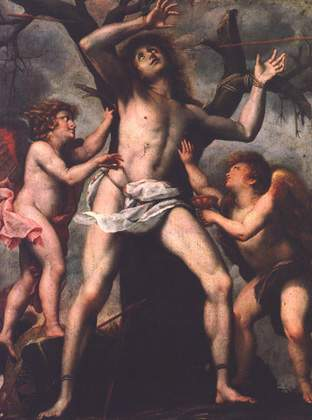
Saint Sébastien soigné par deux anges, 1624, San Gemini (Ombrie), Duomo.

### Dessin
- Suzanne et les vieillards : Dessin préparatoire au tableau Suzanne et les vieillards, réalisé pour les Barberini. Pour son œuvre, il prend pour modèle la Suzanne et les vieillards de Rubens aujourd’hui conservée à Stockholm et sa propre toile conservée à Arras Uranie. Après un premier tracé à la pierre noire, Baglione retravaille les contours à la plume puis appose un lavis léger rehaussé de gouache blanche pour rendre compte des jeux de lumière[3], pierre noire, plume, encre noire, lavis brun et rehauts de blanc, 14 × 11,3 cm, Paris, Beaux-Arts de Paris[4].

### Publications
Il a écrit deux livres qui servent de référence pour la connaissance de la peinture romaine du Seicento : 
- Le nove chiese di Roma (1639)
- Le vite de' pittori, scultori et architetti dal pontificato di Gregorio XIII del 1572 in fino a tempi di Papa Urbano VIII nel 1642.